# Malpulutta kretseri
Malpulutta kretseri је зракоперка из реда Perciformes. 

## Угроженост
Ова врста није угрожена, и наведена је као последња брига јер има широко распрострањење.

## Распрострањење
Шри Ланка је једино познато природно станиште врсте.

## Станиште
Станиште врсте су слатководна подручја.